# Tigernatter
Die Tigernatter (Rhabdophis tigrinus), auch als Tiger-Wassernatter oder Yamakagashi bezeichnet, zählt innerhalb der Familie der Nattern (Colubridae) zur Gattung Rhabdophis. Die in Ostasien lebende Art wurde erstmals im Jahre 1826 von dem deutschen Zoologen Heinrich Boie beschrieben.

## Beschreibung
Die Tigernatter ist eine mittelgroße Schlange und wird zwischen 60 und 70 (maximal 130) Zentimeter lang. Die Pupillen sind rund. Der Kopf setzt sich kaum vom Körper ab. Der Körper weist eine oliv bis graubraune Grundfärbung mit schwarzen und rötlich orangen Querbändern auf, der Kopf ist dunkel gefleckt. Die Unterseite ist weißlich. Der Oberkiefer der Tigernatter weist hinten stehende, verlängerte Giftzähne (opistoglyphe Zahnstellung) mit seitlichen Rinnen auf, was die Art als Trugnatter kennzeichnet.

## Schlangengift
Die Tigernatter verfügt über eine höckerartige Drüse im Nackenbereich, in welcher ein Gift, welches vorwiegend aus Bufadienoliden besteht, gespeichert wird. Diese Nackendrüse verfügt nicht über sekretorische Epithelzellen, ist also nicht in der Lage, selbst Giftstoffe (Toxine) zu produzieren. Vielmehr dient sie als Speicherapparat für Giftstoffe, welche die Schlange vorwiegend über die in Japan weit verbreitete Krötenart Bufo japonicus, eines ihrer Beutetiere, bezieht, welche die Giftstoffe bildet. Tigernattern in Gebieten ohne Kröten (z. B. auf der Insel Kinkazan) weisen keine Bufadienolide auf. Zu diesen Ergebnissen kamen amerikanisch-japanische Forschungen unter Leitung von Deborah Hutchinson (Old Dominion University, Virginia).

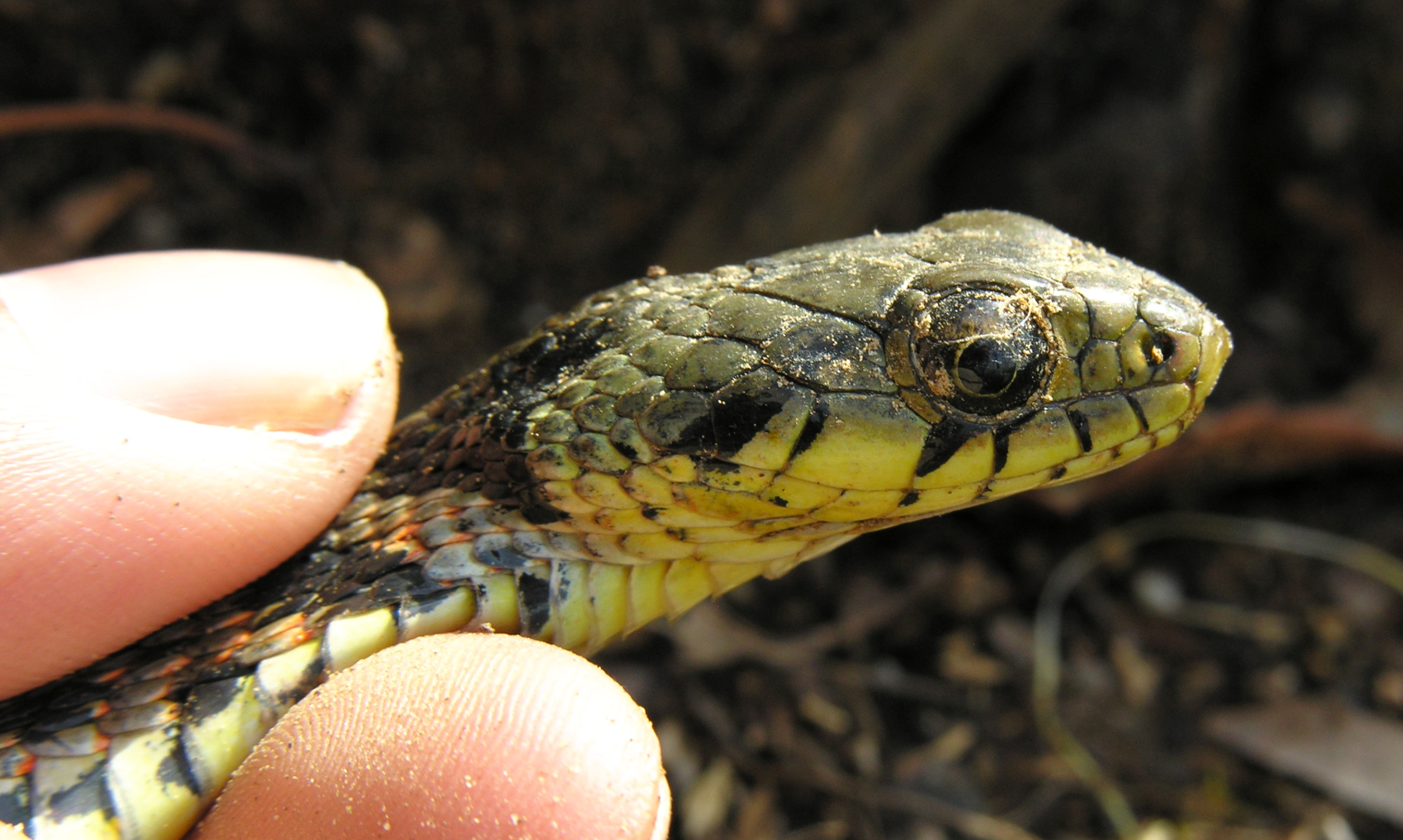
Tigernatter: Detailansicht des Kopfes.

Neben Bufadienoliden sind auch Thrombin aktivierende Stoffe nachweisbar, welche jedoch von der Schlange selbst gebildet werden. Sie bewirken eine prokoagulative (blutgerinnungsfördernde) Wirkung des Toxingemisches, wodurch die körpereigenen Gerinnungsfaktoren aufgebraucht werden und somit die Gerinnungsfähigkeit des Blutes letztendlich herabgesetzt wird. Es existiert ein spezifisch wirksames Antivenin (Anti-Yamakagashi Antivenom, Japan Snake Institute), welches innerhalb einiger Stunden gegen die Gerinnungsstörungen wirkt. Möglicherweise sind zudem Hämorrhagine im Gift der Tigernatter enthalten, welche zu inneren Blutungen führen könnten.
Bissunfälle mit Menschen sind häufig, verlaufen jedoch selten gefährlich. Dennoch ist mit zum Teil schweren Symptomen zu rechnen, von lokalen Beschwerden (Schwellung, Schmerzen) über Kopfschmerzen bis zur Bewusstlosigkeit. Der Tod kann durch einen Schock, selten auch durch akutes Nierenversagen, eintreten. Mindestens drei Todesfälle sind auf die Tigernatter zurückzuführen.

## Lebensweise
Die Tigernatter führt eine nachtaktive und bodenbewohnende Lebensweise. Sie ist semiaquatisch, hält sich also häufig im Wasser auf. Über den Tag verbirgt sie sich in verschiedenen Verstecken. Sie ernährt sich in erster Linie von Froschlurchen (Anura, siehe Video 2–4). Besonders Jungschlangen erbeuten außerdem Fische (siehe Video 1). Die Art pflanzt sich durch Oviparie (eierlegend) fort. Das Gelege kann zwischen 18 und 25 Eier umfassen.

## Systematik
Die Gattung Rhabdophis wurde zeitweise für ungültig erklärt und ihre Arten der Gattung Natrix zugeordnet, die Tigernatter wurde als Natrix tigrina geführt. Mittlerweile ist die Gattung wieder gültig.
Rhabdophis tigrinus wird in zwei Unterarten aufgeteilt:
- Rhabdophis tigrinus tigrinus (Boie, 1826)
- Rhabdophis tigrinus formosanus (Maki, 1931)

## Vorkommen

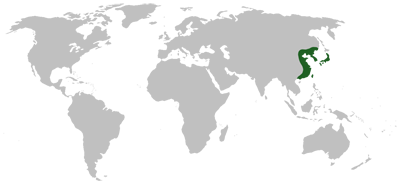
Verbreitungsgebiet der Tigernatter

Die Tigernatter ist im südlichen und westlichen China, in Ostrussland, Nord- und Südkorea, Taiwan, Vietnam und Japan verbreitet. Rhabdophis tigrinus formosanus ist auf Taiwan endemisch. Der Lebensraum sind verschiedene Feuchtgebiete, vor allem Nasswiesen, Reisfelder und vegetationsreiche Umgebungen in Gewässernähe. Die IUCN stuft die Art als nicht gefährdet ein.